# Camponotus lenkoi
Camponotus lenkoi är en myrart som beskrevs av Kempf 1960. Camponotus lenkoi ingår i släktet hästmyror, och familjen myror. Inga underarter finns listade.